# Endri Bakiu
Endri Bakiu (Tirana, 6 gennaio 1987) è un ex calciatore albanese, di ruolo centrocampista.

## Carriera

### Club
Il 12 maggio 2012 realizza un poker di reti nella sfida di campionato contro l'Apolonia Fier persa per 6-5.

## Statistiche

### Presenze e reti nei club
Statistiche aggiornate al 9 maggio 2015.
| Stagione             | Squadra              | Campionato           | Campionato | Campionato | Coppe nazionali | Coppe nazionali | Coppe nazionali | Coppe continentali | Coppe continentali | Coppe continentali | Altre coppe | Altre coppe | Altre coppe | Totale | Totale |
| Stagione             | Squadra              | Comp                 | Pres       | Reti       | Comp            | Pres            | Reti            | Comp               | Pres               | Reti               | Comp        | Pres        | Reti        | Pres   | Reti   |
| -------------------- | -------------------- | -------------------- | ---------- | ---------- | --------------- | --------------- | --------------- | ------------------ | ------------------ | ------------------ | ----------- | ----------- | ----------- | ------ | ------ |
| 2006-2007            | Dinamo Tirana        | KS                   | 0          | 0          | CA              | 0               | 0               | -                  | -                  | -                  | -           | -           | -           | 0+     | 0+     |
| 2007-2008            | Bylis Ballsh         | KP                   | 0          | 0          | CA              | 0               | 0               | -                  | -                  | -                  | -           | -           | -           | 0+     | 0+     |
| 2008-2009            | Bylis Ballsh         | KS                   | 29         | 8          | CA              | 4               | 2               | -                  | -                  | -                  | -           | -           | -           | 33     | 10     |
| 2009-2010            | Shkumbini            | KS                   | 32         | 3          | CA              | 4               | 4               | -                  | -                  | -                  | -           | -           | -           | 36     | 7      |
| 2010-2011            | Elbasani             | KS                   | 21         | 5          | CA              | 0               | 0               | -                  | -                  | -                  | -           | -           | -           | 21     | 5      |
| 2011-2012            | Tomori               | KS                   | 25+1       | 19+0       | CA              | 0               | 0               | -                  | -                  | -                  | -           | -           | -           | 26     | 19     |
| 2012-2013            | Bylis Ballsh         | KS                   | 24         | 7          | CA              | 8               | 4               | -                  | -                  | -                  | -           | -           | -           | 32     | 11     |
| 2013-2014            | Bylis Ballsh         | KS                   | 17         | 1          | CA              | 6               | 3               | -                  | -                  | -                  | -           | -           | -           | 23     | 4      |
| Totale Bylis Ballsh  | Totale Bylis Ballsh  | Totale Bylis Ballsh  | 70         | 16         |                 | 18              | 9               |                    | -                  | -                  |             | -           | -           | 88     | 25     |
| 2014-2015            | Kastrioti            | KP                   | 24         | 8          | CA              | 3               | 0               | -                  | -                  | -                  | -           | -           | -           | 27     | 8      |
| 2015-2016            | Dinamo Tirana        | KP                   | 0          | 0          | CA              | 0               | 0               | -                  | -                  | -                  | -           | -           | -           | 0      | 0      |
| Totale Dinamo Tirana | Totale Dinamo Tirana | Totale Dinamo Tirana | 0          | 0          |                 | 0               | 0               |                    | -                  | -                  |             | -           | -           | 0      | 0      |
| Totale carriera      | Totale carriera      | Totale carriera      | 172+1      | 51+0       |                 | 25              | 13              |                    | -                  | -                  |             | -           | -           | 198    | 64     |